# JQuery
jQuery je javascriptová knihovna s širokou podporou prohlížečů, která klade důraz na interakci mezi JavaScriptem a HTML. Byla vydána Johnem Resigem v lednu 2006 na newyorském BarCampu.
jQuery je svobodný a otevřený software pod licencí MIT.
Microsoft a Nokia oznámily, že budou na svých platformách dodávat jQuery. Microsoft knihovnu dodává zároveň s Visual Studiem pro použití v jejich ASP.NET AJAX frameworku a ASP.NET MVC Frameworku, zatímco Nokia jQuery integruje do své webové run-time platformy.

## Filozofie
Stejně jako CSS oddělují „zobrazovací“ charakteristiky od struktury HTML, jQuery odděluje „chování“ od struktury HTML. Například místo přímé specifikace on-click události přímo v HTML kódu tlačítka by stránka řízená jQuery napřed našla vhodný element tlačítka, a potom změnila jeho manipulátor události. Takovéto oddělení chování od struktury se také často nazývá jako princip nevtíravého JavaScriptu.

## Funkce
jQuery nabízí následující funkce:
- Výběr DOM elementů pomocí otevřeného cross-browser selektorového enginu Sizzle, odnože projektu jQuery[3]
- Funkce pro procházení a změnu DOM (včetně podpory pro 1–3 a základní XPath)
- Události
- Manipulace s CSS
- Efekty a animace
- AJAX
- Rozšiřitelnost
- Utility – např. informace o prohlížeči nebo funkce each
- Javascriptové pluginy

## Funkce $
Jeden z kritických konceptů v jakémkoli jQuery kódu je tzv. funkce „$“. „$“ je vlastně alias pro jmenný prostor „jQuery“.
Příklad 1: jQuery nabízí funkci pro oříznutí řetězců. Tato funkce může být použita jako:
```
ret
 
=
 
" foo "
;

jQuery
.
trim
(
ret
);
 
// vrátí "foo"

```

Nebo také jako:
```
ret
 
=
 
" foo "
;

$
.
trim
(
ret
);

```

Tyto kódy jsou shodné. Použití „$“ místo „jQuery“ je ad-hoc konvence a je považováno za rychlejší cestu pro přístup ke knihovně jQuery.
Příklad 2: Pro vybrání všech odstavců s třídou „foo“ a pro přiřazení druhé třídy „bar“:
```
$
(
"p.foo"
).
addClass
(
"bar"
);

```

Příklad 3: Pro spuštění funkce „mojefunkce“ ihned po načtení stránky (v žargonu jQuery: poté, co je zavolán manipulátor ready):
```
$
(
document
).
ready
(
function
()
 
{

 
mojefunkce
();

});

```

Toto je většinou používáno v kontextu jako:
```
$
(
document
).
ready
(
function
()
 
{

 
// Obarvit pozadí lichých, resp. sudých řádků v tabulkách pomocí [[Kaskádové styly|CSS]] tříd lichyPruh, resp. sudyPruh.

 
$
(
'tr:odd'
).
addClass
(
"lichyPruh"
);

 
$
(
'tr:even'
).
addClass
(
"sudyPruh"
);

});

```

## Použití
jQuery většinou existuje jako jeden javascriptový soubor, obsahujícího všechny funkce pro DOM, Ajax, události a efekty. Do webové stránky může byt vložen následovně:
```
<
script
 
type
=
"application/javascript"
 
src
=
"/cesta/k/jquery.js"
></
script
>

```

Nejnovější stabilní verze může být také načtena pomocí Google AJAX Libraries API. Tento způsob získávání knihovny má mnoho výhod včetně unifikovaného cachování a snížení odezvy. To může být provedeno následovně:
```
<
script
 
type
=
"application/javascript"
 
src
=
"http://www.google.com/jsapi"
></
script
>

<
script
 
type
=
"application/javascript"
>

google
.
load
(
"jquery"
,
 
"1.3.2"
);

</
script
>

```

Další populární způsob načítání jQuery je načtení přímo ze serverů Google:
```
<
script
 
type
=
"application/javascript"
 
src
=
"http://ajax.googleapis.com/ajax/libs/jquery/1.3.2/jquery.min.js"
></
script
>

```

V neposlední řadě lze jQuery načíst v aktuální verzi přímo z domovské stránky projektu:
```
<
script
 
type
=
"application/javascript"
 
src
=
"http://code.jquery.com/jquery-latest.min.js"
></
script
>

```

## Historie vydání
| Datum vydání       | Číslo verze | Poznámky |
| ------------------ | ----------- | --- |
| 28. dubna 2023     | 3.7.1       | oprava regrese; obnovena většinou interní metoda jQuery.find.tokenize odebraná v 3.7                                                                                   |
| 11. května 2023    | 3.7         | metoda .uniqueSort(); výkonnostní vylepšení; .outerWidth(true) & .outerHeight(true) pracují se zápornými okraji (margin); opravy ohniska/kurzoru (v javascriptu fokus) |
| 15. ledna 2013     | 2.0b1       | BETA verze |
| 15. ledna 2013     | 1.9.0       | |
| 13. listopadu 2012 | 1.8.3       | |
| 20. září 2012      | 1.8.2       | |
| 30. srpna 2012     | 1.8.1       | |
| 9. srpna 2012      | 1.8.0       | |
| 21. března 2012    | 1.7.2       | |
| 21. listopadu 2011 | 1.7.1       | |
| 3. listopadu 2011  | 1.7         | |
| 12. září 2011      | 1.6.4       | |
| 1. září 2011       | 1.6.3       | |
| 30. června 2011    | 1.6.2       | |
| 12. května 2011    | 1.6.1       | |
| 3. května 2011     | 1.6         | |
| 31. března 2011    | 1.5.2       | |
| 24. února 2011     | 1.5.1       | |
| 31. ledna 2011     | 1.5         | |
| 11. listopadu 2010 | 1.4.4       | |
| 16. října 2010     | 1.4.3       | |
| 19. února 2010     | 1.4.2       | |
| 25. ledna 2010     | 1.4.1       | |
| 14. ledna 2010     | 1.4         | |
| 20. února 2009     | 1.3.2       | |
| 21. ledna 2009     | 1.3.1       | |
| 14. ledna 2009     | 1.3         | Selektorový engine Sizzle přidán do jádra |
| 24. května 2008    | 1.2.6       | |
| 21. května 2008    | 1.2.5       | Oprava špatného sestavení 1.2.4 |
| 19. května 2008    | 1.2.4       | |
| 8. února 2008      | 1.2.3       | |
| 15. ledna 2008     | 1.2.2       | |
| 16. září 2007      | 1.2.1       | |
| 10. září 2007      | 1.2         | |
| 24. srpna 2007     | 1.1.4       | |
| 5. července 2007   | 1.1.3.1     | |
| 1. července 2007   | 1.1.3       | |
| 27. února 2007     | 1.1.2       | |
| 22. ledna 2007     | 1.1.1       | |
| 14. ledna 2007     | 1.1         | |
| 12. prosince 2006  | 1.0.4       | Poslední opravná verze řady 1.0 |
| 27. října 2006     | 1.0.3       | |
| 9. října 2006      | 1.0.2       | |
| 31. srpna 2006     | 1.0.1       | |
| 26. srpna 2006     | 1.0         | První stabilní vydání |